# Burton (Nebraska)
Pour les articles homonymes, voir Burton.
Burton est un village du comté de Keya Paha, dans l'État du Nebraska, aux États-Unis. En 2020, il comptait une population de 11 habitants.